# Termiti
 Ovo je glavno značenje pojma Termiti. Za druga značenja pogledajte Termiti (razdvojba).
Termiti ili istokrilaši (Isoptera) su red malih do srednje velikih (do 23 mm) kukaca kod kojih je razvijen zadružni život. Uz spolno razvijene jedinke žive mnogobrojni spolno zakržljali radnici i vojnici. Po tome se donekle mogu usporediti s mravima. U tropskim krajevima, gdje većinom žive, nazivaju ih bijeli mravi. Spolne životinje žive (za kukce) dugo pa su zbog toga zajednice termita stalne. Ako zatreba, mogu uzgojiti pričuvne spolne životinje čak i iz ličinaka radnika.

## Građa tijela
Tijelo im je duguljasto. Glavopršnjak široko spojen sa zatkom. Usni organi prilagođeni su za grizenje. Mnogi zbog podzemna načina života nemaju oči.

## Razvoj
S vremena na vrijeme u zajednicama termita nastaju velike množine spolnih životinja koje izlijeću iz termitnjaka u nepreglednim rojevima. Pri tom se rojenju nađu parovi koji se zajedno spuste na tlo, odbace krila i potraže prikladno mjesto za osnivanje svog termitnjaka. Iz jajašaca nastaju najprije radnici koji grade i uređuju gnijezdo, njeguju i hrane ličinke i preuzimaju prehranu spolnih životinja koje su zauzete samo rasplođivanjem. Ženka se nalazi u središtu termitnjaka, snese, otprilike, svake 2 s po jedno jaje, svakog dana oko 30 000, i tako cijeli život od oko 15 godina. Vojnici imaju razvijeniju glavu i jače mandibule od radnika.

## Prehrana
Hrane se drvom i drugim biljnim materijalom. Na izjedenu drvu ostavljaju samo tanak vanjski sloj, koji se već pri laganom dodiru raspada. Ponekad u termitnjaku uzgajaju gljivice (Volvaria eurbiza). Podlogu za gljivice načine od svojih izmetina. Gljivarnike čiste od korova i drugih gljiva. Na miceliju gljivica nastaju posebne nakupine stanica koje su im osobito vrijedna hrana.

## Termitnjak
Termitnjak izgrađen od zemlje, izgriženog drveta, izmetina pomiješanih s posebnim izlučevinama sadrži zamršen splet hodnika koji se svi sastaju u postoriji u kojoj žive spolne jedinke. Hodnici izlaze van, do pokrivenih trijemova do kojih ne dopire svjetlo. Kroz termitnjak se prostiru mnogi dimnjaci za prozračivanje.

## Porodice i vrste
Red sadrži 7 porodica: Mastotermitidae, Kalotermitidae, Termopsidae, Hodotermitidae, podzemni termiti (Rhinotermitidae), površinski termiti (Termitidae) i Serritermitidae. U Hrvatskoj, u primorskim krajevima živi mračni termit (Leucotermes lucifagus) koji uništava stabla, drvene stupove, željezničke pragove, vinovu lozu.